# HMS Cornwall (1926)
HMS Cornwall — тяжёлый крейсер Королевского военно-морского флота Великобритании тип «Кент», вымпел номер 56. «Корнуолл» пятый крейсер послевоенного периода, построенный в рамках Вашингтонского морского соглашения 1922 года. Назван в честь одноимённого графства Корнуолл. Корабль был заложен на королевской верфи в Девонпорте 9 октября 1924 года и спущен на воду 11 марта 1926 года. Большую часть своей предвоенной карьеры корабль нёс службу на Китайской станции.

## Описание
Водоизмещение «Корнуолла» составляло 9850 длинных тонн (10 010 тонн) при стандартной нагрузке и 13 520 дл. т (13 740 тонн) при полной нагрузке. Корабль имел общую длину 630 футов (192,0 м), ширину 68 футов 5 дюймов (20,9 м) и осадку 20 футов 6 дюймов (6,2 м).
Двигательная установка оснащена паровыми турбинами «Парсонс» (Parsons) с приводом от четырёх валов, которые развивали в общей сложности 80 000 лошадиных сил (60 000 кВт) и давали максимальную скорость 31,5 узла (58,3 км / ч; 36,2 миль в час). Пар для турбин обеспечивали восемь трехбарабанных котлов. «Корнуолл» перевозил максимум 3425 тонн (3480 т) мазута, что обеспечивало ему дальность плавания в 13 300 морских миль (24 600 км; 15 300 миль) при скорости 12 узлов (22 км / ч; 14 миль в час). Укомплектованность кораблем составляла 784 человека экипажа включая офицеров.
На корабле было установлено восемь 8-дюймовых (203-мм) орудий с длиной ствола 50 калибров в четырёх спаренных орудийных башнях. Вторичное вооружение состояло из четырёх 4-дюймовых (102-мм) зенитных орудий Виккерса Mk V на станках Mk III. Также на «Корнуолле» были установлены четыре одиночных 2-фунтовых (40-мм) автоматических зенитных орудия («помпоны»). Корабль нес два надводных четырёхместных торпедных аппаратов для 21-дюймовых (533-мм) торпед.
«Корнуолл» был лишь слегка покрыт бронёй толщиной чуть более одного дюйма, защищающей жизненно важные механизмы.
Погреба были исключением и были защищены бронёй 2-4,375 дюйма (50,8-111,1 мм).
На палубе было зарезервировано место для одной авиационной катапульты и гидросамолета, но они не устанавливались до полной комплектации вооружения.

## История службы
Крейсер «Корнуолл» вступил в строй Королевского военно-морского флота Великобритании 6 декабря 1927 года и был назначен в 5-ю крейсерскую эскадру (CS) на Китайской станции.
В 1929-30 корабль получил систему управления зенитными орудиями позволившую вести огонь по воздушным целям под большим углом. Годом спустя на крейсере была установлена катапульта.
Два четырёхствольных пулемета Vickers 50 калибра (12,7 мм) Mark III были добавлены в 1934 году.
В июле 1936 года «Корнуолл» вернулся в док Девонпорта на капитальный ремонт. На крейсере была установлена броня, которая включала 4,5-дюймовый (114 мм) цементированный броневой пояс Крупп по бокам машинного и котельного отделений, а также динамо-зала и передающей станции управления огнем.
Этот пояс шёл на 6 футов (1,8 м) от нижней палубы. Четыре дюйма брони были также добавлены для защиты сторон отсеков вентилятора котельной. Установлен ангар для самолёта и новая, более мощная катапульта.
Пункт управления был перенесен на крышу ангара, а на прежнем месте была поставлена новая башня управления огнём с механическим приводом. Вместо старых 102 мм орудий получил четыре новых спаренных орудийные установки Виккерса MkXVI того же калибра на станках MkXIX.
Рядом с прожекторной башней были добавлены две восьмиствольные 2-фунтовые артустановки, а прежние 2-фунтовки сняты. 12,7-мм пулеметы Виккерса перенесли с платформ у фок-мачты на крышу ангара.
Изменения увеличили водоизмещение корабля на 107 дл. тонн (109 т) и обошлись примерно в 215 000 фунтов стерлингов. После завершения переоборудования, в декабре 1937 года, корабль был передан во 2-ю крейсерскую эскадру, а в 1939 году вернулся в 5-ю.
С началом войны переведён в Восточно-Индийский флот Британии. С октября по декабрь участвовал в поиске немецкого карманного линкора Admiral Graf Spee. Вместе с авианосцем Игл и тяжелым крейсером «Дорсетшир» входил в состав Соединения «J», базировавшегося на Цейлоне.
Затем «Корнуолл» был переведен в Южную Атлантику для сопровождения конвоев.
13 сентября 1940 года крейсер встретился с конвоем, в котором находились войска, предназначенные для захвата Дакара у вишистской Франции. Но был выделен для перехвата французского легкого крейсера Primauguet, который сопровождал нефтяной танкер в Либревиль. Пятью днями позже он вынудил их вернуться в Касабланку.
Затем «Корнуолл» вернулся в Индийский океан и 8 мая обнаружил и потопил немецкий вспомогательный крейсер «Пингвин» (Schiff 33), значившийся у англичан как «рейдер F».
Лодки «Корнуолла» подобрали 60 членов экипажа «Пингвина» и 24 человека с захваченных «Пингвином» кораблей. Из 401 немцев, находившихся на борту «Пингвина», выжили только три офицера, один старший офицер, и 57 старшин и рядовых. Из 238 пленных, находившихся на немецком рейдере, выжили только девять офицеров и 15 моряков, 214 заключенных и 341 член экипажа «Пингвина» погибли.
После начала Тихоокеанской войны, 7 декабря 1941 г. корабль начал сопровождать конвои через Индийский океан.
Первой задачей было сопровождение Конвоя JS.1 из Коломбо (Цейлон) в Голландскую Ост-Индию в конце января — начале февраля 1942 года.
Затем операция в составе Конвоя МС. 5 в Австралию, в начале марта.
В том же месяце «Корнуолл» был назначен в быстроходную группу «А» Восточного флота.

## Гибель
2 апреля 1942 года «Корнуолл» и тяжёлый крейсер «Дорсетшир» были откомандированы из Восточного флота. «Дорсетшир» — для комплектации вооружения и оборудования, а «Корнуолл» — для сопровождения конвоя СУ-4 (состоящего из транспортного USAT Уилларда А. Холбрука армии США, австралийского транспортного MV Duntroon) в Австралию. Затем для охраны авианосца «Гермес» (Hermes) следующего в Тринкомали на Цейлоне, для ремонта.
4 апреля 1942 г. на театре боевых действий был замечен японский флот, и два крейсера покинули гавань и, поспешно дозаправившись в море. Вскоре, после полуночи, они направились к атоллу Адду. На следующий день, два британских крейсера были замечены самолётом-корректировщиком с японского крейсера Тонэ, примерно в 200 милях (370 км) к юго-западу от Цейлона и сначала ошибочно приняты за эсминцы.

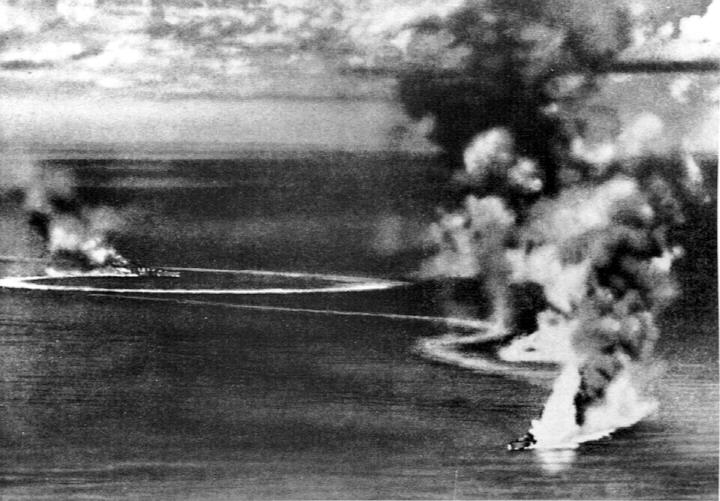
«Дорсетшир» и «Корнуолл» маневрируют под ударами японской авиации. Снимок сделан с японского самолёта.

В ходе японского наступления в Индийском океане, 5 апреля 1942 года, в рамках операции, известной как «Рейд в пасхальное воскресенье» (Easter Sunday Raid), волна пикирующих бомбардировщиков Aichi D3A поднялась с трёх японских авианосцев «Акаги», «Хирю» и «Сорю», и атаковала «Корнуолл» и «Дорсетшир».
Английские крейсера шли со скоростью 27,5 узлов, когда около 13:40 были атакованы японскими самолётами. Короткий бой произошёл в 320 км (170 морских миль) к юго-западу от Цейлона, в ходе которого «Корнуолл» и «Дорсетшир» были потоплены.
Британские потери составили 424 человека убитыми. 1122 выживших провели тридцать часов в воде, прежде чем их спасли легкий крейсер «Энтерпрайз» и два эсминца.